# Gobius kolombatovici
Gobius kolombatovici är en fiskart som beskrevs av Kovacic och Miller 2000. Gobius kolombatovici ingår i släktet Gobius och familjen smörbultsfiskar. IUCN kategoriserar arten globalt som otillräckligt studerad. Inga underarter finns listade i Catalogue of Life.